# Internationale Cricket-Saison 1929/30
Die internationale Cricket-Saison 1929/30 fand zwischen November 1929 und März 1930 statt. Als Wintersaison wurden vorwiegend Heimspiele der Mannschaften aus Südasien, der Karibik und Ozeanien ausgetragen.

## Überblick

### Internationale Touren
| Beginn          | Heimteam    | Auswärtsteam | Resultate | Artikel |
| Beginn          | Heimteam    | Auswärtsteam | Test      | Artikel |
| --------------- | ----------- | ------------ | --------- | ------- |
| 10. Januar 1930 | Neuseeland  | England      | 0–1 [4]   | Artikel |
| 11. Januar 1930 | West Indies | England      | 1–1 [4]   | Artikel |

## Nationale Meisterschaften
Aufgeführt sind die nationalen Meisterschaften der Full Member des ICC.
| Land       | First-Class              |
| ---------- | ------------------------ |
| Australien | Sheffield Shield 1929/30 |
| Neuseeland | Plunket Shield 1929/30   |
| Südafrika  | Currie Cup 1929/30       |